# Lipice (Chorwacja)
Lipice – wieś w Chorwacji, w żupanii licko-seńskiej, w gminie Brinje. Jest położona w północnej części regionu Lika. W 2011 roku liczyła 154 mieszkańców.
Pierwsza wzmianka o wiosce pochodzi z 1638 roku.